# Evania hunteri
Evania hunteri är en stekelart som beskrevs av Mani 1943. Evania hunteri ingår i släktet Evania och familjen hungersteklar. Inga underarter finns listade i Catalogue of Life.